# Sebastián Viera
Diego Sebastián Viera Galaín, (född 7 mars 1983 i Florida, Uruguay), är en uruguayansk fotbollsspelare, målvakt. Han spelar idag för Junior Barranquilla i Colombia. Viera var landslagsspelare 2004-2009. 

## Karriär
Viera debuterade för Nacional 27 januari 2004 och redan 18 juli debuterade han i den Uruguayanska landslaget.
Med Nacional vann Viera ligan (Apertura) 2005.

### Villarreal
Innan han kom till Villarreal var han nära en övergång till Arsenal FC.
Därefter skrev Viera på för Villarreal, 2005.
I november 2009 skrev Viera på ett halvårskontrakt för grekiska Larissa.